# InnoTec TSS
Die InnoTec TSS AG ist ein Bauzulieferer mit Sitz in Düsseldorf. Der Konzern stellt Haustürfüllungen, Bauglas und elastische Kunststoffteile her und hat sich auf hochmargige Produkte spezialisiert. Wichtigste Absatzmärkte sind Europa, die arabischen Staaten und Nordamerika.
InnoTec ist im regulierten Markt der Börse Düsseldorf und der Börse München notiert.

## Sparten und Produkte
Die InnoTec TSS AG ist eine reine Holdinggesellschaft mit nur drei Mitarbeitern (Stand Ende 2013). Das operative Geschäft ist in mehreren Tochtergesellschaften angesiedelt und in zwei Sparten zusammengefasst.

### Türsysteme
Die Türsystem-Sparte besteht aus den Firmen Rodenberg Türsysteme AG, Mecklenburger Bauelemente GmbH, Porta Glas Design GmbH, Polytec Nederland B.V. und Bouwlux Benelux B.V.
Rodenberg ist laut Unternehmensangaben europäischer Marktführer für „hochwertige“ Türfüllungen aus Aluminium und Kunststoff. Rodenberg wurde in den 1980er Jahren gegründet und hat bis 2013 fast 2 Millionen Füllungen verkauft. Das Sortiment umfasste 2013 ca. 500 Modellvarianten.  Hauptstandort ist Porta Westfalica.
Mecklenberger Bauelemente in Cramonshagen beliefert Rodenberg mit Füllungen.
Porta Glas Design fertigt – ebenfalls in Porta Westfalica – Glasprodukte für Haustüren, Innentüren, Fenster, Möbel und weitere Architekturelemente. Porta ist auf Einzel- und Sonderanfertigungen spezialisiert.
Polytec und Bouwlux vertreiben Haustürfüllungen, Sandwichplatten, Vordächer und Zubehör in den Niederlanden und Belgien.

### Bauspezialwerte
Reckli mit Sitz in Herne stellt elastische Formen und Matrizen her. Dies sind Kunststoffteile, mit denen Betonoberflächen gestaltet werden können. Individuelle Strukturen, Fotos oder dreidimensionale Modelle können so einem Betonbauwerk aufgeprägt werden. Reckli hat Vertriebstöchter in Frankreich, den USA (gegründet 2013) und den Vereinigten Arabischen Emiraten (gegründet 2014).
Calenberg Ingenieure in Salzhemmendorf produziert elastomere Federungssysteme für Bauteillager und Körperschallentkopplung. Diese dienen z. B. zur Lastübertragung oder zur Herstellung von Bewegungsfugen. „Gummimatten“ von Calenberg werden auch als Unterlage im Gleisbau, zum erschütterungsfreien Aufstellen von Maschinen und in Lärmschutzwänden eingesetzt.
Die Calenberg-Beteiligung wurde zum 1. Januar 2018 vollständig verkauft, sodass das Segment „Bauspezialwerte“ nur noch die Firma Reckli umfasst.

## Geschichte

Aktie über 50 DM der C.H.A. Chemie Holding AG vom August 1990

Das Unternehmen wurde 1986 in München als C.H.A. Chemie Holding AG gegründet. Es stellte von Beginn an Produkte im Bereich Bautechnik und Oberflächentechnik her. 1989 erfolgte die erste von mehreren Akquisitionen.
1990 ging C.H.A. an die Börse und weitete das Produktspektrum auf Fenster und Türen aus. Die Gesellschaft firmierte in C.H.A. Holding AG um. Nach Abflauen der von der Deutschen Wiedervereinigung ausgelösten Bau-Sonderkonjunktur trennte sich C.H.A. vom Geschäftsbereich Fassadentechnik. Die Firma wurde 1995 erneut umbenannt in C.H.A. Bauelemente AG.
Durch die Unternehmenskäufe war der Konzern Ende der 1990er hoch verschuldet. Dem wurde mit mehreren Restrukturierungen und einer Konzentration auf das Geschäft mit ertragsstarken Bauelementen begegnet. Der Unternehmenssitz wurde 2000 nach Düsseldorf verlegt und der Name änderte sich in InnoTec TSS AG. In diesem Jahr erzielte der Konzern mit 645 Mitarbeitern rund 63 Mio. € Umsatz.
2001 beteiligte sich InnoTec an der Fortknox-Ventures AG, einem Wagniskapitalgeber der New Economy; von 2001 bis 2002 war die AG im SDAX-Index notiert. In diesen beiden Jahren verschlechterte sich die Baukonjunktur erneut und InnoTec erwirtschaftete erhebliche Verluste, wozu auch das Wagniskapitalgeschäft beitrug. Zum Ausgleich einer bilanziellen Überschuldung wurde eine Kapitalherabsetzung nötig. Es folgten weitere Umstrukturierungen und teure Mezzanine-Finanzierungen. Fast die Hälfte der Mitarbeiter schied aus dem Konzern aus.
2005 wurde die Fort-Knox-Beteiligung verkauft. Von ursprünglich 8,4 Mio. € investiertem Kapital war weniger als eine Million übrig geblieben.
Seit 2003 ist InnoTec durchgehend profitabel, und seit 2014 netto fast schuldenfrei. Die teils noch aus den 1990ern stammenden steuerlichen Verlustvorträge wurden bis 2013 vollständig abgebaut. Im Zeitraum von 2003 bis 2013 stieg der Konzernumsatz von rund 55 auf 90 Mio. € und die EBIT-Marge von 7,2 auf 15,8 %. Die Mitarbeiterzahl erhöhte sich im Jahresdurchschnitt von 355 auf 567.

## Aktionärskreis
Die InnoTec TSS AG hatte seit dem Börsengang wechselnde Hauptaktionäre, unter anderem die Unternehmerfamilie Bernau und die Kapitalbeteiligungsgesellschaft der Deutschen Versicherungswirtschaft.
Stand Ende 2013 hielt Alleinvorstand Gerson Link über die GLB GmbH 24,9 % der Anteile. Weitere 24,99 % waren über die Grondbach GmbH im Besitz von Reinhart Zech von Hymmen. Die Grenze von 25 % durfte nicht überschritten werden („Kontrollwechsel“), solange steuerliche Verlustvorträge genutzt werden sollten; sie wären sonst verfallen.